# Secker and Warburg
Martin Secker & Warburg, Ltd., más conocida como Secker & Warburg, fue una editorial británica formada en 1936 tras la adquisición de la casa editora de Martin Secker, que estaba en quiebra, por Fredric Warburg y Roger Senhouse. En 2005, fusionó con Harvill Press para formar Harvill Secker.
Secker & Warburg se hizo famosa por su posición política, antifascista y antiestalinista, sobre todo Warburg, a quien le tacharon de «editor trotskista», una posición contraria no solo a la de muchos intelectuales británicos de la época, sino también con el sentir general, sobre todo en el Reino Unido pero también en los Estados Unidos, en un momento en el que el Ejército Rojo se encontraba en plena lucha contra el ejército de Hitler en el Frente Oriental.

## Searchlight Books
En febrero de 1941, Secker & Warburg publica The Lion and the Unicorn el ensayo de Orwell que será el primero de la serie Searchlight Books, un proyecto coordinado por Orwell y su amigo T. R. Fyvel, para tratar los temas principales relacionados con la guerra y la posguerra y que incluirá contribuciones de autores destacados de la época, como Joyce Cary, Stephen Spender, Arturo Barea, Sebastian Haffner y Olaf Stapledon. De los 17 títulos previstos, siete se quedaron sin publicar ya que la imprenta fue destruida durante un bombardeo de la aviación alemana.

## Autores

### Orwell
Ante la negativa de Victor Gollancz, simpatizante del Partido Comunista, de publicar Homenaje a Cataluña (1938), de George Orwell, debido a su denuncia del Partido Comunista, Orwell se pone en contacto de nuevo con Warburg, quien llegará a convertirse en íntimo amigo de Orwell, y quien lo publica, aunque a primera tirada, de 1500 ejemplares, aún no se había agotada cuando Orwell murió en 1950 y la editora tardó 15 años en recuperar el avance que pagó a Orwell.
Más tarde, y a pesar de la oposición desde su propia empresa y de sus familiares, Warburg decide publicar Rebelión en la granja (1945). La primera edición, de 4500 ejemplares, se agotó en pocos días, y la segunda tirada, de 10 000 ejemplares, también se vendió rápidamante. Warburg diría años más tarde que Rebelión en la granja fue el libro que le consolidó como editor. El manuscrito había sido rechazado no solo por Gollancz, sino también por T. S. Eliot, de Faber & Faber y por Jonathan Cape, por básicamente los mismos motivos, aunque con algunos matices.

### Otras firmas
Secker & Warburg publicaron libros de algunas de las principales figuras de la izquierda antiestalinista, como Rudolf Rocker, C. L. R. James y Boris Souvarine, cuya obra sobre Stalin fue traducida al inglés por James, así como las obras de Lewis Mumford. En 1938, publicaron el estudio antropológico Facing Mount Kenya, del futuro presidente de Kenía, Jomo Kenyatta. Otros autores destacados publicados por la editora fueron Simone de Beauvoir (traducida por Senhouse), André Gide, Colette, Franz Kafka, Heinrich Böll, Günter Grass, Thomas Mann, Junichiro Tanizaki Yukio Mishima, Ray Bradbury Lionel Trilling Alberto Moravia, Karl Shapiro, Jane Rule, Alfred Kazin, Angus Wilson, D. H. Lawrence y dos autores del grupo de los Angry Young Men, John Wain y Colin Wilson.

## Década de 1950

### Fusión con Heinemann
En 1951, Secker & Warburg fueron obligados a unirse al grupo Heinemann.
Entre 1951 y 1964 la editora publicó una colección de 17 volúmenes de la mayor parte de las obras de Colette, muchas de ellas traducidas por el propio Senhouse.
En 1954, Warburg tuvo que testificar en el Old Bailey acusado de publicar materia obscena por la publicación de The Philanderer, del escritor estadounidense Stanley Kauffmann. Su absolución fue uno de varios casos parecidos de ese mismo año que llevarían a una liberalización considerable, cinco años más tarde, de la Obscene Publications Act de 1857.

## Década de 1970
A partir de 1971, con la llegada de Tom Rosenthal como presidente, la casa editora adquirió los derechos de autores como Malcolm Bradbury, David Lodge, Tom Sharpe, Melvyn Bragg, John Banville, Saul Bellow, Carlos Fuentes, Günter Grass, J. M. Coetzee, Umberto Eco, Italo Calvino o David Lodge.